# Christian Charrière (cyclisme)
Pour les articles homonymes, voir Christian Charrière et Charrière.
Christian Charrière (né le 3 juillet 1975 à Fribourg,) est un coureur cycliste suisse, actif dans les années 1990 et 2000.

## Biographie
En 1996, Christian Charrière termine sixième et meilleur coureur de son pays au championnat du monde espoirs à Lugano. Il passe ensuite professionnel en 1997 chez MG Boys Maglificio-Technogym, avant de rejoindre la formation suisse Post Swiss en 1999. Bon grimpeur, il termine dixième du Tour de Castille-et-León et surtout quatorzième du Tour de Romandie, face aux meilleurs coureurs du moment. 
Pour la saison 2000, il est recruté par la nouvelle équipe Phonak Hearing Systems. Principalement équipier, il ne réalise qu'un top 10. L'année suivante, il se classe notamment septième du Trophée Matteotti et neuvième du Tour de Berne. Il met cependant un terme à sa carrière professionnelle fin 2002, à seulement 27 ans, en raison du non-renouvellement de son contrat. 
En octobre 2006, Swiss Olympic le suspend pour deux ans après avoir refusé de se soumettre à un contrôle antidopage lors de la course de montagne Sierre-Zinal. 

## Palmarès
- 1995
  - Grand Prix du Faucigny
- 1996
  - 6e du championnat du monde sur route espoirs
- 1997
  - 2e étape de la Hofbrau Cup (contre-la-montre par équipes)